# Хербертстаун
Хербертстаун (англ. Herbertstown; ирл. Baile Hiobaird) — деревня в Ирландии, находится в графстве Лимерик (провинция Манстер).
В деревне есть большая католическая часовня, возведённая в 1836 году за 800 фунтов стерлингов.